# Bernhard von Schrötter

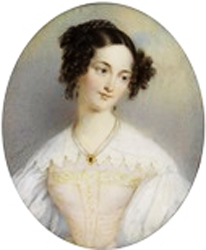
Eine Dame im aprikosenfarbenen Kleid

Bernhard Edler von Schrötter (* 29. August 1772 in Wien; † 4. Juli 1842 ebenda) war ein österreichischer Porträtmaler und Lithograf.

## Leben
Geboren als Sohn eines Anwalts, studierte Schrötter von 1791 bis 1794 an der Akademie der bildenden Künste Wien. Nach  dem Studium war er in der lithografischen Anstalt des Historienmalers Lorenz Herr tätig.
Als freischaffender Künstler malte er Porträts und Miniaturen, u. a. von Schauspielern und Opernsängern Antonie Adamberger, Therese Krones, Wilhelmine Schröder-Devrient, Henriette Sontag und Ferdinand Raimund.
Schrötter beschäftigte sich auch mit der Lithografie. Er wurde vom Napoleon Bonapartes Hofmaler Jean-Baptiste Isabey während seines Wiener Aufenthaltes 1812 und 1814 beeinflusst.
Er stellte seine Werke bei der Akademie der bildenden Künste Wien im Sankt Annahof aus.
Bernhard Edler von Schrötter war mit Josepha Freiin von Ruccich und nach deren Tod mit Anna Maria Sauter verheiratet.